# Шведская Ост-Индская компания
Шведская Ост-Индская компания (швед. Svenska Ostindiska Companiet) — компания, созданная в Швеции в XVIII веке для ведения морской торговли со странами Востока.

## История
В Швеции первые торговые компании по образцу иностранных стали возникать ещё в XVII веке, однако их деятельность не имела большого успеха. Лишь в XVIII веке появилась компания, которая по праву могла бы называться Ост-Индской.
Её основание явилось следствием упразднения в 1731 году Австрийской Ост-Индской компании. Иностранцы, которые надеялись получить прибыль от участия в выгодной колониальной торговле, обратили своё внимание на Швецию. Шотландец Колин Кэмпбэлл вместе с гётеборжцем Никласом Сальгреном обратились к комиссару Хенрику Кёнигу, который и стал их представителем перед шведским правительством.

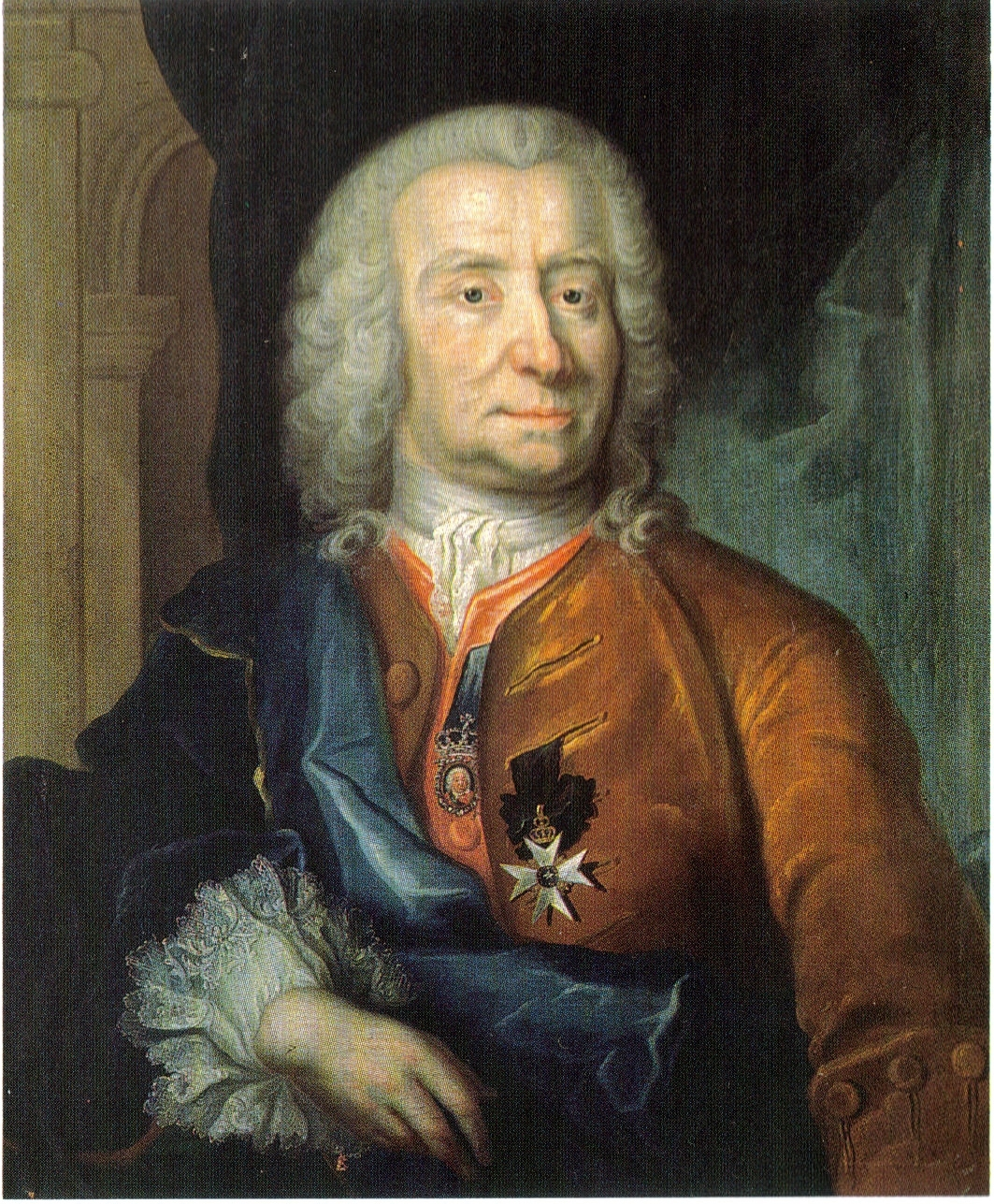
Колин Кэмпбэлл

После предварительных обсуждений в правительстве и на риксдаге 14 июня 1731 г. король подписал первую привилегию сроком на 15 лет. Она давала Хенрику Кёнигу и его компаньонам право за умеренную плату короне осуществлять торговлю с Ост-Индией, а именно «во всех портах, городах и реках по другую сторону от мыса Доброй Надежды». Суда, отправлявшиеся компанией, должны были отплывать исключительно из Гётеборга и туда же приходить после плавания, чтобы продать свой груз на открытом аукционе. Ей позволялось снаряжать столько судов, сколько ей было нужно, с тем лишь условием, что они должны были быть построены или куплены в Швеции.

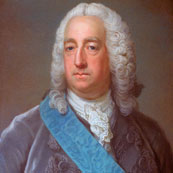
Никлас Сальгрен

Компания управлялась дирекцией, в которую входили как минимум три сведущих в торговле лица. В случае смерти одного из директоров компании оставшиеся должны были избрать третьего. Директорами могли быть лишь шведские подданные, исповедовавшие протестантскую веру.
Уже в самом начале своего существования компания столкнулась с препятствиями, которые ей чинили иностранные конкуренты и её отечественные противники.
Первый же снаряжённый корабль компании был захвачен голландцами в Зунде, но вскоре всё же был освобождён. Попытка закрепиться в Индии оказалась ещё менее удачной. В сентябре 1733 года компания заложила в Порто-Ново на Коромандельском берегу факторию, однако уже в октябре она была уничтожена войсками, снаряжёнными английским губернатором Мадраса и французским губернатором Пондишери. Все товары были конфискованы, а находившиеся там подданные английского короля арестованы. В 1740 году английское правительство согласилось выплатить компании компенсацию в размере 12 тыс. фунтов стерлингов.
После конфликта в Порто-Ново на риксдагах стали раздаваться голоса против ведения ост-индской торговли, которая портила отношения с морскими державами. Однако дело постепенно продвигалось вперёд. Компания всячески избегала столкновений с остальными ост-индскими компаниями, в связи с чем она сделала акцент на торговле с Китаем, оставив планы закрепиться на побережье Индии.
За время действия первой привилегии было совершено 25 экспедиций, из которых лишь три были в Бенгалию, все же остальные имели конечной целью Китай. Четыре судна потерпели крушение, однако удачно закончившиеся экспедиции принесли значительный доход, который в среднем достигал 42 % сверх вложенных в каждую из них средств.
В 1746 году была предоставлена вторая привилегия, срок действия которой истекал лишь через 20 лет. Первые 14 экспедиций были организованы так же, как и все прежние, то есть средства для оснащения судов собирались каждый раз отдельно. Однако в 1753 г. компания была реорганизована в акционерное общество с уставным фондом.
Из 14 упомянутых судов ни одно не было потеряно, и каждая экспедиция принесла прибыль в 39,5 %. После создания уставного фонда на Восток было отправлено ещё 22 экспедиции, лишь одна из которых ходила в Индию (в Сурат). При этом в ходе них погибло только одно судно.
Особо удачной оказалась третья привилегия (1766—1786). В ходе 39 отправленных экспедиций не было потеряно ни одно судно. Перемирие между морскими державами, установившееся в ходе войны за независимость американских штатов (1775—1783), создало необычайно благоприятную конъюнктуру для торговли нейтральных государств.
Положение приняло иной оборот во время третьего и четвертого возобновления привилегии в 1786—1806 и 1806—1821 гг. Нестабильная политическая ситуация в Европе, связанная с Французской революцией и наполеоновскими войнами, стала значительным препятствием для осуществления торговли. Владельцы четвёртой привилегии с 1803 по 1809 г. не смогли организовать ни одной новой экспедиции, вследствие чего дивиденды в этот период не выплачивались. Несмотря на то, что срок пятой привилегии истекал лишь в 1821 г., в 1814 г. было объявлено о разрешении любому желающему вести торговлю с Ост-Индией.
Для Гётеборга, являвшегося местом резиденции компании, ост-индская торговля послужила толчком для быстрого развития. Дорогие индийские и китайские товары — главным образом шёлк, чай, фарфор и специи — распродавались на оживлённых аукционах, а затем расходились по всей Европе, занимая довольно значительное место в шведском экспорте. Ежегодная средняя стоимость экспорта ост-индских товаров достигала в 1731—1746 гг. (1-я привилегия) 147 971 риксдалера серебром, в 1746—1766 гг. (2-я привилегия) — 215 640 риксдалеров, в 1766—1786 г. (3-я привилегия) — 1 021 559 риксдалеров, в 1786—1806 гг. (4-я привилегия) — 338 805 риксдалеров и, наконец, в 1806—1821 гг. (5-я привилегия) — 208 283 риксдалера.
Среди участников компании были не только крупные торговцы, но и государственные деятели (среди них К. Ф. Шеффер и Ю.Лильенкранц), значительное число членов риксрода и прочих высокопоставленных лиц.
| Корабль                                                     | Водоизмещение (в ластах) | Количество орудий | Численность команды |
| ----------------------------------------------------------- | ------------------------ | ----------------- | ------------------- |
| Friedericus Rex Sueciae                                     | 200                      | 20                | 100                 |
| Drottning Ulrica Eleonora (Королева Ульрика Элеонора)       | 250                      | -                 | 103                 |
| Tre Cronor (Тре Крунур)                                     | 255                      | 28                | -                   |
| Suecia                                                      | 283                      | 28                | 120                 |
| Götheborg (Гётеборг)                                        | 340                      | 30                | 120                 |
| Stockholm (Стокгольм)                                       | 260                      | 28                | 120                 |
| Riddarhuset (Рыцарское собрание)                            | 340                      | 30                | 135                 |
| Calmar (Кальмар)                                            | 254                      | 22                | 100                 |
| Drottningen af Swerige (Королева Швеции)                    | 387                      | 30                | 130                 |
| Cronprinsessan Lovisa Ulrica (Кронпринцесса Ловиса Ульрика) | 320                      | 24                | 120                 |
| Freeden (Мир)                                               | 260                      | 22                | 120                 |
| Cronprinsen Adolph Friedric (Кронпринц Адольф Фредрик)      | 387                      | 27                | 140                 |
| Prins Gustaf (Принц Густав)                                 | 236                      | 28                | 110                 |
| Götha Leijon (Ёта Лейон)                                    | 310                      | 28                | 120                 |
| Hoppet (Надежда)                                            | 280                      | 28                | 130                 |
| Enigheten (Единство)                                        | 375                      | 28                | 140                 |
| Prins Carl (Принц Карл)                                     | 350                      | 30                | 140                 |
| Prins Friederic Adolph (Принц Фредерик Адольф)              | 398                      | 26                | 130                 |
| Prinsessan Sophia Albertina (Принцесса София Альбертина)    | 402                      | 26                | 134                 |
| Stockholms slott (Стокгольмский замок)                      | 454                      | 31                | 154                 |
| Riksens ständer (Государственные сословия)                  | 460                      | 34                | 170                 |
| Finland (Финляндия)                                         | 450                      | 30                | 150                 |
| Adolph Friedric (Адольф Фредрик)                            | 493                      | 24                | 160                 |
| Lovisa Ulrica (Ловиса Ульрика)                              | 380                      | 24                | 140                 |
| Cron Prins Gustaf (Кронпринц Густав)                        | 480                      | 28                | 154                 |
| Terra Nova                                                  | 503                      | 18                | 150                 |
| Gustaf III (Густав III)                                     | 512                      | 18                | 155                 |
| Gustaf Adolph (Густав Адольф)                               | 518                      | 18                | 150                 |
| Drottning Sophia Magdalena (Королева София Магдалена)       | 485                      | 18                | 150                 |
| Götheborg (Гётеборг)                                        | 530                      | 20                | 170                 |
| Drottningen (Королева)                                      | 542                      | 20                | 150                 |
| Maria Carolina (Мария Каролина)                             | 320                      | 10                | 80                  |
| Östergöthland (Эстеръётланд)                                | 266                      | 14                | 56                  |
| Westergöthland (Вестеръётланд)                              | 162                      | 8                 | -                   |
| Fredrica (Фредрика)                                         | 243                      | 12                | 56                  |
| Prinsessan (Принцесса)                                      | 283                      | 16                | 70                  |
| Wasa (Васа)                                                 | 477                      | 20                | 167                 |

В здании правления компании нынче располагается Музей истории культуры Гётеборга.